# 8HevXII gr
8HevXII gr (Rahlfs 943, LXXVTS10) és un manuscrit de la Septuaginta (LXX) que es troba a Qumran. Els Rahlfs-No. és el 943. Paleogràficament data del segle i. Actualment, el manuscrit es troba al Museu Rockefeller de Jerusalem. Es tracta del manuscrit més antic conegut de la Septuaginta (versió grega de la Bíblia hebrea), que utilitzava el Tetragrammaton hebreu.